# 泥酔夢
『泥酔夢』（でいむ、Dames）は、1934年のアメリカ合衆国のワーナー・ブラザースのミュージカル・コメディ映画。
レイ・エンライトが監督、バスビー・バークレーがミュージカル・シーンの監督を務めた。ルビー・キーラー、ディック・パウエル、ジョーン・ブロンデル、ガイ・キビー、ザス・ピッツ、ヒュー・ハーバートが出演した。
楽曲は「When You Were a Smile on Your Mother's Lips (and a Twinkle in Your Daddy's Eye)」、「The Girl at the Ironing Board」、「I Only Have Eyes for You」、「Dames」、「Try to See It My Way」などが使用された。

## あらすじ
一風変わった億万長者のエズラ・オンス(ヒュー・ハーバート)の人生最大の目標は全米のアメリカ人のモラルを高めることであり、財産は正直な親戚に相続させようと考える。アメリカで最もモラルのないとされる街、ニューヨークのいとこのマチルダ・ヘミングウェイ(ザス・ピッツ)を訪ねる。オンスが最も不快と感じるのはミュージカル・コメディとそれに関わる人々であり、マチルダの娘バーバラ(ルビー・キーラー)がダンサーおよび歌手であり、遠い親戚で貧乏な歌手および作曲家のジミー・ヒゲンズ(ディック・パウエル)と恋していることを知る。エズラにとって面汚しのジミーは家族から疎遠にされ、相続の対象から外されている。
マチルダの夫ホレス(ガイ・キビー)はショーガールのメイベル(ジョーン・ブロンデル)と出会う。メイベルは出演するはずだったショーが頓挫しトロイで途方に暮れており、帰宅途中の汽車の中でホレスの客室で寝ることをたくらむ。スキャンダルを恐れたホレスはメイベルに金と名刺、そして口止めのメモを渡す。しかしメイベルはホレスがバーバラの父親と知り、ジミーのショーへの支援をするよう脅す。

## 登場人物
|  | ディック・パウエル：ジミー・ヒゲンズ           |
|  | ルビー・キーラー：バーバラ・ヘミングウェイ     |
|  | ジョーン・ブロンデル：メイベル・アンダーソン   |
|  | ザス・ピッツ：マチルダ・オンス・ヘミングウェイ |
|  | ガイ・キビー：ホレス・ピーター・ヘミングウェイ |
|  | ヒュー・ハーバート：エズラ・オンス             |

### 助演
| アーサー・ヴィントン     | バルガー(オンスのボディガード)   |
| フィル・リーガン         | ジョニー・ハリス(作曲家)         |
| アーサー・エイルスワース | 車掌                             |
| ジョニー・アーサー       | ビリングス(オンスの事務員)       |
| レイラ・ベネット         | ローラ(メイド)                   |
| バートン・チャーチル     | ハロルド・エルスワーシー・トッド |

### 特記事項
- 作曲家のサミー・フェインは作曲家のバターカップ・バルマーという端役で出演している。プロデューサーのハル・B・ウォリスの依頼により、ジョニー・ハリス(フィル・リーガン)と共にペンシルベニア州にある映画館のオーナー2名にちなんで名づけられた[3]
- ガイ・キビーの兄弟でベテラン端役俳優ミルトン・キビーが記者役で出演している。
- のちに『フラッシュ・ゴードン』でデイル・アーデン役を演じるジーン・ロジャースがコーラスの一員として出演している。

## ミュージカル・シーン
ミュージカル・シーンはバスビー・バークレーにより振付、演出、監督された。ワーナー・ブラザースの広報はバークレーの演出方法を「cinematerpsichorean」と名づけた。『四十二番街』、『フットライト・パレード』、『ゴールド・ディガース』の成功の後、ハル・B・ウォリスの管轄において、バークレーはワーナー・ブラザースに自身のユニットを持ち、自身で全て管理していた。
- Dames - ハリー・ウォレン(作曲)、アル・ダビン(作詞)
- I Only Have Eyes for You - ハリー・ウォレン(作曲)、アル・ダビン(作詞)。コーラスガール全員がバーバラ(ルビー・キーラー)のお面をつけ舞台中を駆け回るが、実物のバーバラは群舞の1人として時々映るのみである。1989年、この曲は米国作曲家作詞家出版者協会より「最も多く演奏された映画曲」として受賞した[5]。
- The Girl at the Ironing Board - ハリー・ウォレン(作曲)、アル・ダビン(作詞)。この曲が撮影された当時、ジョーン・ブロンデルは妊娠7ヶ月であり、夫で撮影監督のジョージ・バーンズに助けてもらい、妊娠中であることがわからないように撮影された。また、物干しロープのシーンでは背景にロケ地の人物が映り込んでいる[4]。
- When You Were a Smile on Your Mother's Lips and a Twinkle in Your Daddy's Eye - サミー・フェイン(作曲)、アーヴィング・カール(作詞)
- Try to See It My Way - アリー・ヴルーベル(作曲)、モート・ディクソン(作詞)[6]

プロダクション・コードの影響により、公開されなかったミュージカル・シーンがある。バークレーはメイベル(ジョーン・ブロンデル)をメインとした猫とネズミの抗争のシーンを計画し、最後にメイベルが「私のプッシー(猫/女性器)を見においで」と言う予定であった。プロデューサーのハル・B・ウォリスはヘイズ・コードに抵触することを恐れ、脚本から削除した。

## 制作
当初監督はアーチー・メヨが務める予定であったが、次に別の人物が候補に挙がったが、撮影開始1週間前にレイ・エンライトに決まった。またマチルダ役はルース・ドネリー、そしてエルスワーシー・トッド役はホバート・カバナーが配役される予定であった。エレノア・パウエルに特別出演を依頼したが断られた。
1934年3月28日、カリフォルニア州バーバンクのワーナー・ブラザースのスタジオで制作が開始された。4月中旬にはレイ・エンライト監督によるドラマ・シーンは完成しており、7月3日までバスビー・バークレーがミュージカル・シーンの制作を続けた。8月16日にプレミア公開され、9月1日に一般公開された

## 興行収入
ワーナー・ブラザースによると、アメリカ国内で$1,057,000、国外で$456,000を得た。

## 評価
2006年、アメリカン・フィルム・インスティチュートにおけるミュージカル映画ベストにノミネートされた。